# Pehr Hörberg
Pehr Hörberg, född 31 januari 1746 i Virestads socken i Småland i Kronobergs län, död 24 januari 1816 i Falla i Risinge socken, Östergötlands län, var en svensk konstnär, målare och spelman.
Hörberg utförde ett stort antal målningar och konstverk, bland annat bilder ur böndernas liv och fantasier ur den nordiska fornsagan, väggbonader, porträtt, illustrationer, etsningar och träsnitt i en starkt personlig, folklig stil. Han målade även 87 altartavlor, varav 57 för kyrkor i Östergötlands län.

## Biografi

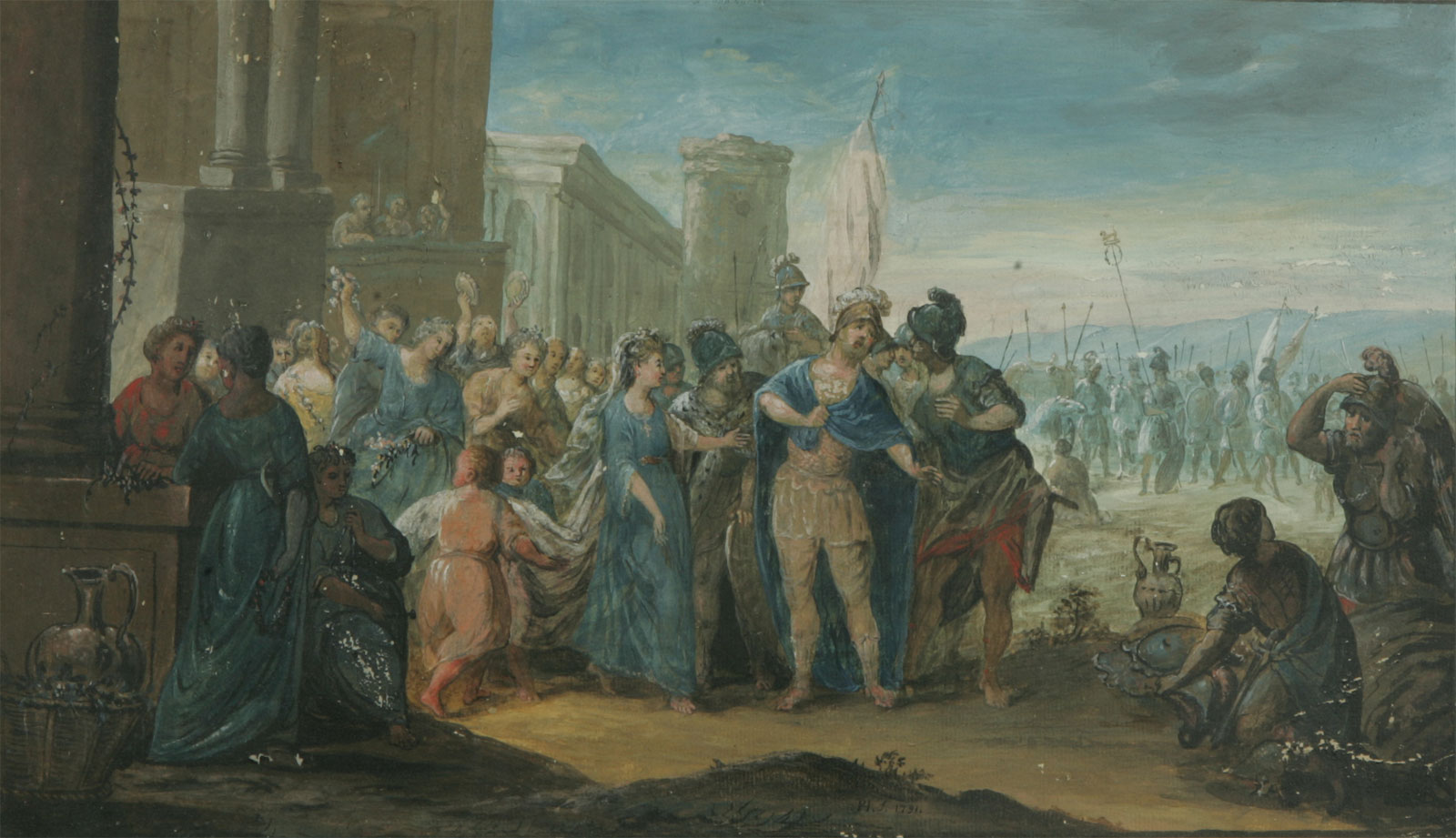
Romerska soldater med krigsbyte (1791), gouache.

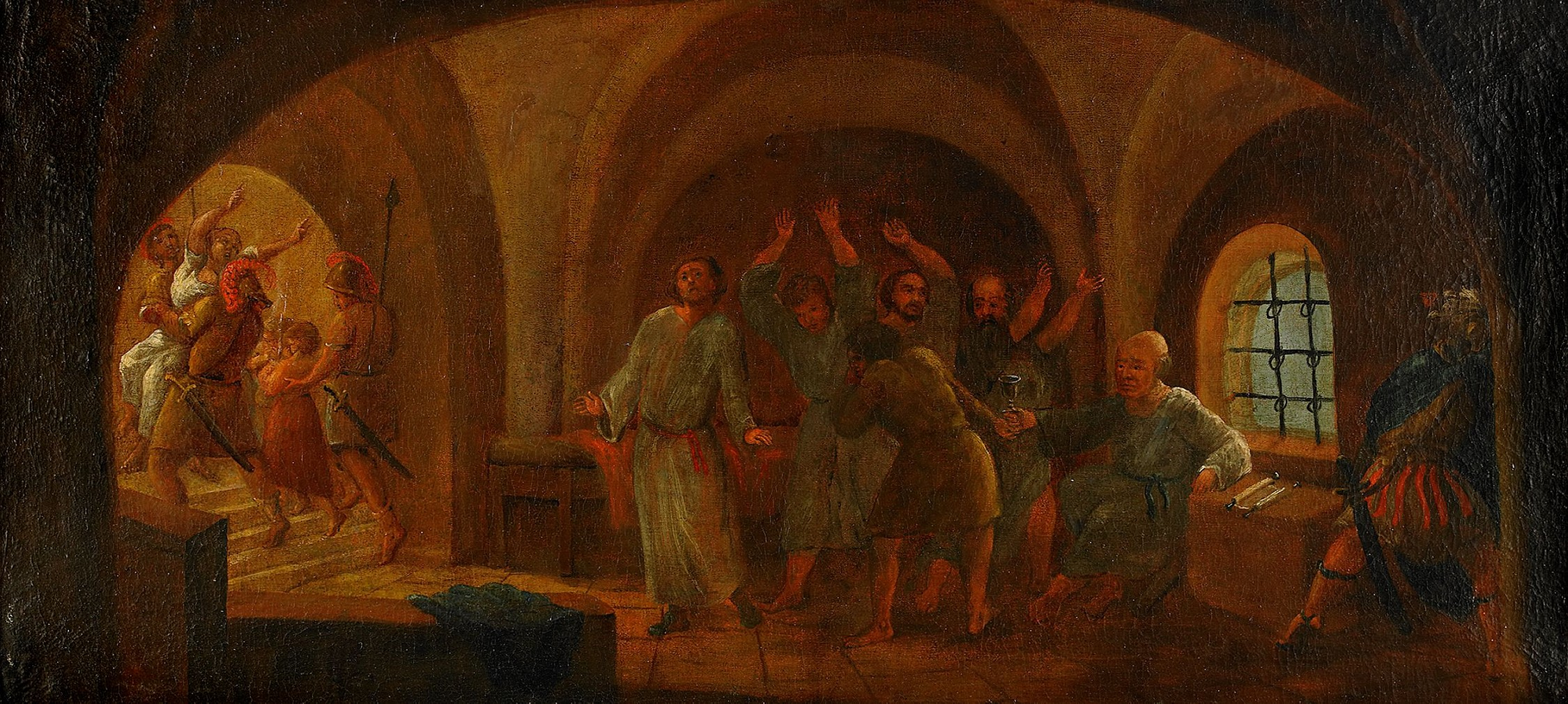
Sokrates med giftbägaren i fängelset (1810), oljemålning.

Pehr Hörberg växte upp under små förhållanden på soldattorpet Övra Ön i Virestads socken. Hans far var soldaten Åke Rasmusson Hörberg, fadern var knekt vid Kronobergs regemente. Namnet Hörberg antyder att faderns härkomst var från Höör i Skåne. Modern Bengta Gisedotter Öhman var småländska. Som barn och pojke försökte Hörberg snida i trä, måla med kol och växtsafter på spån och stubbar. Hela tiden hade han en dröm om att få ägna sig åt att göra bilder av något slag. År 1769 gifte sig Pehr Hörberg med pigan Maria Eriksdotter och de fick tre söner.
Pehr Hörberg visade prov på sin konstnärliga fallenhet för bonadsmålaren Jacob Danielsson (1711–1787), och han hoppades att få gå lära hos denne mästare. Danielsson sade att han inte hade något att lära ut, men han blev imponerad av den unge pojkens fallenhet. Hörberg fick dock rådet att söka upp någon målarmästare i Växjö.

### Yrkesmålare på landet
Pehr Hörberg började som yrkesmålare på landet, där han var hantverksmålare i Växjö 1760–1766 och följande år var han gesäll under målarämbetet i Göteborg. Som självlärd började han måla i en folklig, lokal tradition. Han var först gesäll som häradsmålare i Almesåkra socken i Småland i Västra härad, där han målade tapeter åt bönderna, och som arrendator på Mejensjö utanför Sävsjö. Han snickrade också bord, slädar, vagnar, träskor och målade bilder ur livet. Två av de mest kända bilderna är Dans kring midsommarstången och Julafton i en småländsk bondstuga.

### Lärling 1762–1766
Därefter blev han lärling under fyra års tid hos en hantverksmålare i Växjö, hos målarmästare Johan Christian Zschotzscher (1711–1766) i Växjö, där han studerade 1762–1766. Johan Christian Zschotzscher var kyrkomålare och år 1737 blev Zschotzscher via ämbetet i Göteborg godkänd som mästare för att slå sig ner i Växjö. Samma år avlade han bured (fick burskap) i Växjö och dessutom gifte han sig det året med Maria Christina Ahrenberg från Jönköping. Pehr Hörberg har målat porträtt av henne. År 1765 avled Zschotzschers hustru Maria Christina Ahrenberg och året därpå han själv. Vid bouppteckningen noterades en arvinge, sonen Johan Christian, född 1741. Han studerade medicin och teologi vid Uppsala universitet. Han prästvigdes och tjänstgjorde som director cantus vid Växjö skola och domkyrka. Flera porträtt av honom finns, målade av vännen Pehr Hörberg. Sonen Johan Christian Zschotzscher avled 1780. Den elev hos Johan Christian Zschotzscher som blev mest känd är Pehr Hörberg och han arbetade hos Zschotzscher från 1760 till mästarens död 1766. Pehr Hörberg blev gesäll under ämbetet i Göteborg 1767 och arbetade sedan som fri mästare och häradsmålare.

### Gesäll i Göteborg 1767
1767 blev Pehr Hörberg gesäll i Göteborg och bonads- och häradsmålare i Östra härad i Småland 1768, där han målade tapeter åt bönderna. Som torpare arbetade han inte bara som målare utan även som snickare och träsnidare. Han lärde sig färghanteringens grunder, men fick inte tillfälle att öva sina konstnärliga talanger.

### Vid Konstakademien 1783–1787
År 1783 lämnade han sina hemtrakter och tog sig till Stockholm och fick där slutligen tillfälle att studera vid Konstakademien under några månader, innan han fick lov att återvända till Småland. Pehr Hörberg stod nu vid sina drömmars uppfyllelse. Det lantligt primitiva var på modet och bondemålaren vann snart vänner och beskyddare. Åren 1783–1787 studerade han vid Konstakademien.
Genom Carl Gustaf Pilo, som var direktör på Konstakademien, fick Hörberg kontakt med andra konstnärer och konstsamlare.
Hörberg fick beställningar från kungahuset och adelsfamiljer, särskilt i Stockholm. Bland hans vänner fanns också skulptören Johan Tobias Sergel.

### Hos Jean-Jacques De Geer och Fredrika Aurora De Geer på Finspångs slott

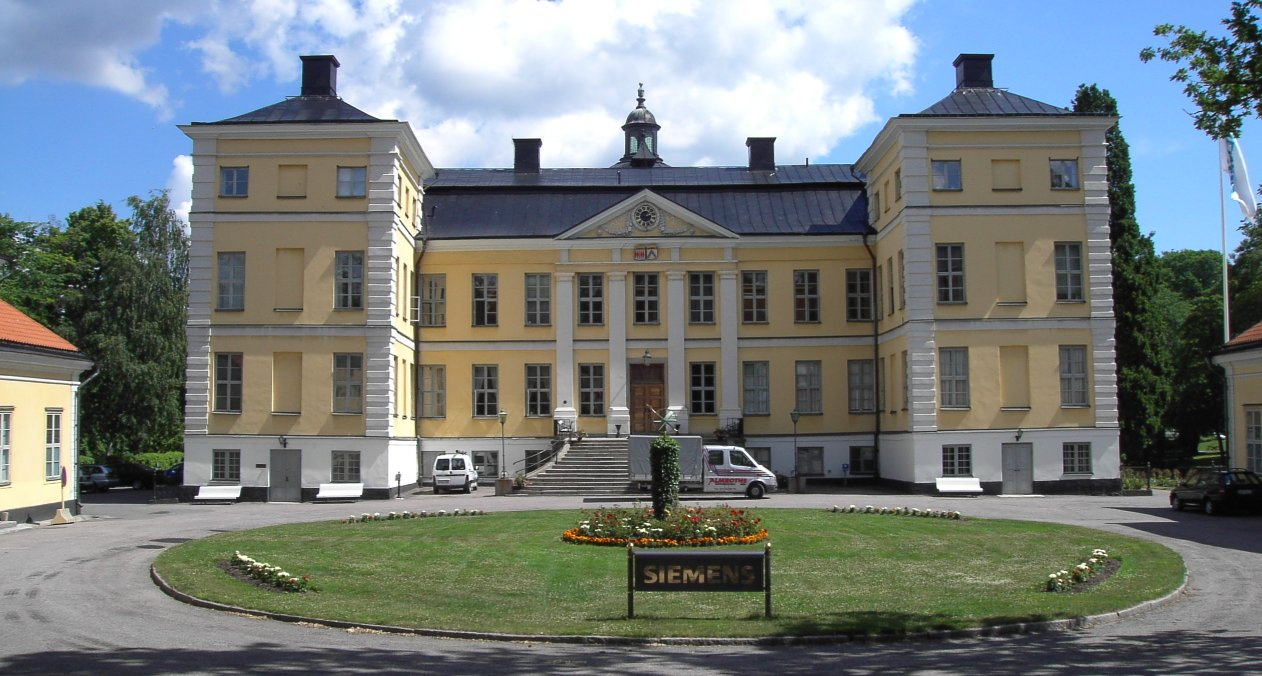
Finspångs slott i Östergötland, som år 1668 började uppföras av Louis De Geer (1622–1695). Inredningsarbetena slutfördes av byggherrens sonson Louis de Geer, som även uppförde de båda flyglarna åren 1742 respektive 1790.

En av de främsta av Pehr Hörbergs beskyddare var grevinnan Fredrika Aurora De Geer af Finspång (född Taube) på Finspångs slott. Dottern hette Charlotta Aurora De Geer af Finspång. Hörberg blev inbjuden till Aurora och Jean-Jacques De Geer i Finspång. De övertalade honom att flytta till Finspångstrakten. De gav honom stora beställningar och lät honom ta del av sitt inflytelserika umgänge på Finspångs slott.

### Köpte Olstorps hemman i Risinge
År 1788 köpte Hörberg ett hemman i Olstorps by i Risinge socken. När Hörberg inte var där var han på slottet och målade familjen De Geer i stora salongen eller dekorerade deras möbler och väggar. De flesta målningarna gjorde han dock i kyrkorna, där han målade altartavlor och andra religiösa bilder.
Aurora De Geers man Jean-Jacques De Geer lånade ut 6000 rdr till Hörberg för att han skulle kunna komma loss sin säljare (som han omtalar i sin lefnadsbeskrivning). Säljaren var bonden Nils Andersson som köpte ett hemman vid Ölstad by i Risinge. Som torpare och konstnär fortsatte Hörberg sin verksamhet i herrgårdsmiljön och i en rad kyrkor. Efter hand kunde Hörberg själv sammanställa en imponerande katalog över sina altartavlor. Hörberg gjorde också intressanta grafiska experiment och en del skulpturer. Han var en stor kolorist och uppfattades av den romantiska generationen av konstnärer och författare som en verkligt genuin begåvning.

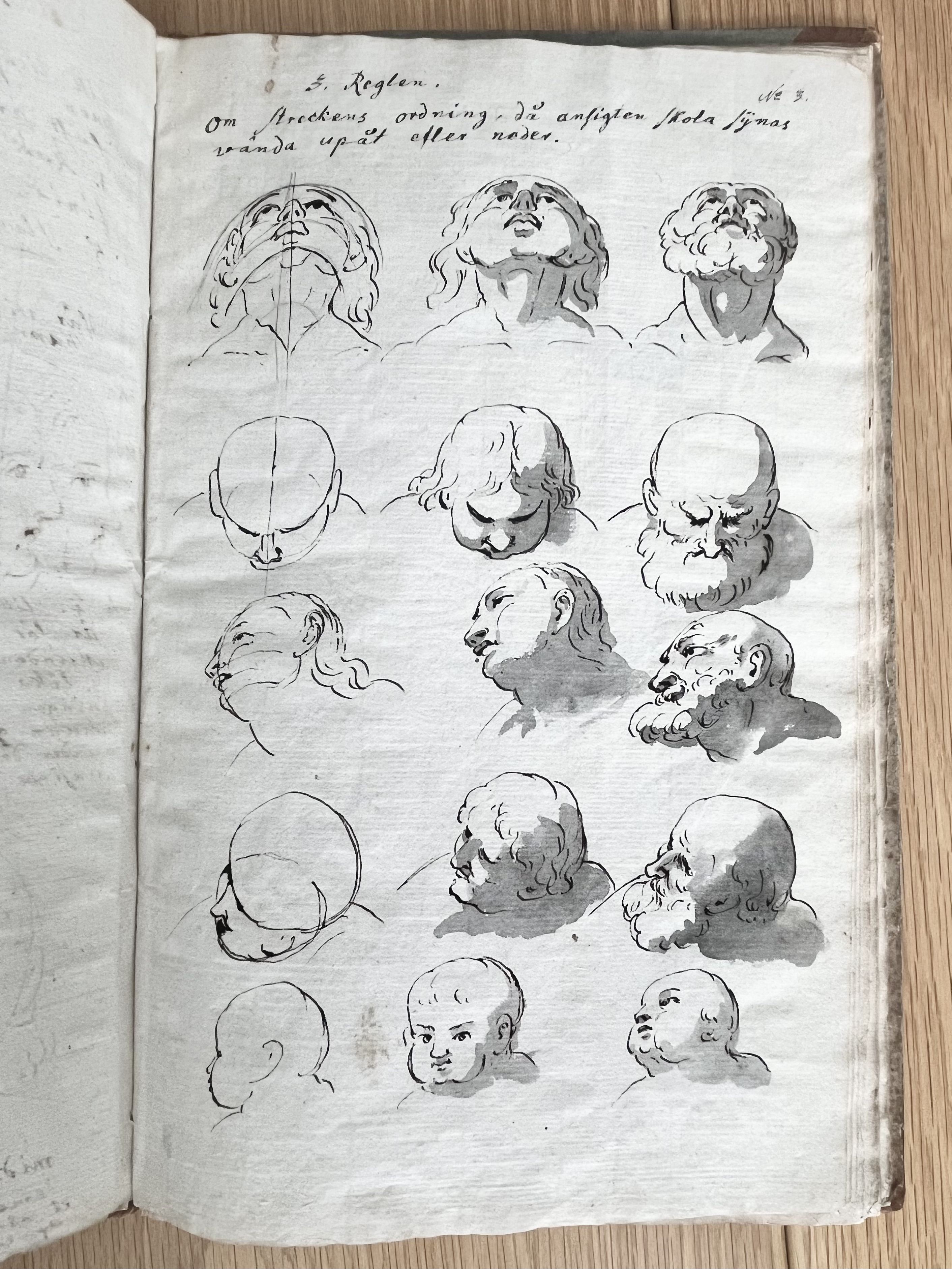
Teckning ur handskriften Skola för nybegynnare uti ticknings och målarekonsten från 1805, som Hörberg gav till Johan Peter Westring.

### Flyttade till Falla by i Hällestad socken 1806
Senare, år 1806, flyttade han till den yngre sonen i Falla by, i Hällestad socken i Östergötland, där han blev kvar de sista tio åren av sitt liv. Från flera socknar, särskilt i Småland och Östergötland, fick han beställningar på altartavlor, som han ibland utförde i väldiga mått, till exempel altartavlan i Årstad, hans första altartavla målad 1786, som är över 42 m².

## Konstnärskap
Pehr Hörberg blev uppmärksammad och anlitades framför allt som målare av altartavlor, han har utfört altartavlor i 87 kyrkor, varav 57 altartavlor i Östergötlands län. Han blev därför särskilt känd för sina kyrkomålningar och fick uppdrag runt om i landet. Han är en av den svenska konsthistoriens intressantaste gestalter, enligt bibliotekarien och författaren Christoffer Eichhorn.
Han målade dessutom stafflitavlor med religiösa, mytologiska och historiska motiv, stilleben samt gjorde etsningar, träsnitt och bonader. Teckningen röjer ofta hans brist på utbildning, men kompositionen är vanligen storslagen och livlig, koloriten i hög grad effektfull och stämningen, framför allt i hans religiösa motiv, innerlig. Hörbergs porträtt är rättframma och kärva, som till exempel ett Självporträtt med hustrun, som finns i Östergötlands länsmuseum (Östergötlands och Linköpings Museum). Det är en bild ur bondevardagen, det föreställer den åldrande konstnären som tar en pris snus medan hustrun spinner. Pehr Hörberg var en vardagens skildrare, han hade samma frihet som allmogemålarna att välja kompositionssätt och maner från den epok som passade honom. I Linköpings stift har han målat altartavlor i ett stort antal kyrkor.

## Musikerskap
En mindre känd sida hos Pehr Hörberg var hans karriär som spelman. Liksom brodern Bengt Hörberg, som var organist, var Pehr Hörberg också musiker. Ett antal låtar efter/av Hörberg har funnits och är idag tämligen spridda i spelmanskretsar, exempelvis Pigopolskan och Pehr Hörbergs julpolska. Pigopolskan är en polska i g-moll av typen polonäs/polonesse/slängpolska. Noter till polskan har hittats på baksidan av en altartavla. Rubriken till noterna lyder "Pigopolskan – den ägta". Pigopolskan finns med på två skivor, Bengt Löfbergs "Luringen" samt Sågskäras "Krook", på den senare dock transponerad till a-moll.

## Ledamot av Konstakademien
1796 blev Pehr Hörberg ledamot av Konstakademien och kunglig hovmålare och sista tiden av sin levnad erhöll han pension av Karl XIV Johan.

## Altartavlan i Virestads kyrka
Den stora altartavlan i Virestads kyrka i Virestads församling i Växjö stift föreställer Jesus lär var dag i templet och är målad år 1800. Till ytan är tavlan 6 meter x 7 meter och den räknas till Nordens största. Vid platsen för den nuvarande kyrkan fanns tidigare en äldre medeltida kyrka. Delar av denna ingår i den nya stenkyrka som byggdes 1799–1800 och invigdes år 1800, men inte förrän 1830 invigdes kyrkan av biskopen.
I motivet på altartavlan i Virestads kyrka sitter Jesus och till vänster om honom sitter översteprästen på sin tron och där bredvid sitter en grupp fariséer. Närmast Jesus finns en grupp barn och till höger några sjuka. Längst ner till höger i förgrunden ser vi änkan som offrar sin sista skärv. Bakgrunden med sina valv och läktare förstärker djupet av tavlan. På nära håll ser man att figurerna är målade med breda penseldrag. För att nå fram till folket i kyrkbänkarna är mimik och kroppsställning hos figurerna ibland övertydliga och teatraliska.
Bland åhörarna på läktaren till höger finns målaren själv iklädd sin svarta kalott. På hans högra sida står brodern, organisten Bengt Hörberg, och på hans vänstra sida Peter Jönsson. Bakom dem står Pehr Hörbergs föräldrar, Åke Hörberg och Bengta Gusadotter Öhman. När Pehr Hörberg målade altartavlan bodde han hos Peter Jönsson i Välje. Han var också altartavlans donator. Duken målades i fyra stycken uppspända på ladugårdsväggen. Duken hade vävts av en kvinna i Virestad med lin som odlats i bygden. Dörren till kyrkans sakristia är sinnrikt infälld i altarmålningen. När prästen öppnar dörren och träder in i handlingen uppstår en suggestiv växelverkan mellan Jerusalems tempel och Virestads kyrkorum, mellan biblisk tid och nutid, mellan fantasi och verklighet.
Först år 1830 invigdes kyrkan av biskop Esaias Tegnér. När Esaias Tegnér invigde den nya kyrkan hyllade han också altartavlans skapare. "Jag lyckönskar Er, att så ofta I viljen, kunna betrakta en sådan tavla; ty den är en målad uppenbarelse, den är en bibel i färger, den är tecknat, efter konstnärens vana, i raska och levande drag, icke noggrann i småsaker, men kraftig och hjärtgripande i det hela." Denna altartavla har fascinerat eftervärlden.

## Bengt Cnattingius biografi över konstnären
Pehr Hörberg stod på höjden av sin konstnärliga karriär under 1790-talet. Under de senare åren blev hans måleri alltmer stelnat i formen. Per Daniel Amadeus Atterbom lät redan 1817 publicera en förteckning över hans altartavlor tillsammans med en biografi över konstnären. Bengt Cnattingius utgav även 1927 en kortare och 1938 en längre biografi över konstnären. Bilden som framträder av Hörberg är att han var en lycklig man med egenskaper som nyfikenhet, praktisk läggning, folkligt burlesk och samtidigt en konstnär som vunnit aktning och respekt. Han hade också ett primitivt drag och lust och förmåga att ta sig fram med enkla och självuppfunna hjälpmedel.

## SjälvbiografinMin lefwernes beskrifning
Pehr Hörberg författade år 1791 sin självbiografi, "MIN LEFWERNES BESKRIFNING". Pehr Hörberg har i alla tider varit föremål för uppskattning både av konstnärer och konstvänner. För den stora allmänheten i många svenska bygder är häri konsthistoriens enda namn. De flesta tavlor, som är tillräckligt mörka och bruna, får bära hans namn, och man kan därför säga att han är bäst känd genom de målningar han inte gjort.
Mycket av hans popularitet härrör från hans självbiografi, som under 1800-talet utgavs både i bokform och i mångfaldiga bearbetningar samt i småskrifter och tidskriftsartiklar. Hörbergs enkla levnadslopp levandegjorde den gamla sagan om den fattige gossen, som vann prinsessan och halva kungariket, eller dess moderna motsvarighet i form av amerikansk film med dess enfaldiga tro på the happy end.
I denna självbiografi, som nu åter skall bli allmän egendom, möter oss ett porträtt av konstnären, som verkar alltigenom riktigt. Dess sanning bestyrkes av både Atterbom, som i sin ungdom träffade honom, och av flera självporträtt. Porträttet har inga påfallande yttre drag: under en yta av enkelt rättfram och naturlig värdighet skymtar en karaktär med livlig vetgirighet, intellektuell klarhet och energi utan gräns. Detaljrikt och fängslande, ogenerat och oemotståndligt skildrar han i levernesbeskrivningen sin fattiga barndoms- och ungdomstid i Småland, sina framgångsrika och målmedvetna studier i Stockholm och sedan sin arbetsfyllda vardag på Olstorp i Risinge. Betydelsefulla händelser saknas inte, men dramatiska moment finns inte i berättelsen. När den avbrytes, var konstnären femtio år; ännu ett par årtionden fick han verka. Det kan tilläggas, att även yttre utmärkelser kom honom till del såsom medlemskap i konstakademien och en pension av kronprinsen Karl Johan under de fyra sista åren, då han bodde på undantag hos yngre sonen på Falla i Hällestad.
Pehr Hörberg avled 1816 och begrovs på Risinge gamla kyrkogård, vid den kyrka, som han velat ersätta med ett klassicistiskt tempel i tidens stil, till vilket han själv gjort en stor trämodell och redan målat en altartavla. På graven restes på Onkel Adams initiativ år 1857 en enkel minnesvård.

## Representerad
Denne folklivsskildrare är representerad med
- 17 målningar på Nationalmuseum[19] i Stockholm,[20] till exempel med målningen Småländsk bondstuga. Interiör av en småländsk bondstuga,
- ett 15-tal målningar på Göteborgs konstmuseum[21], till exempel Petri förnekelse, Självporträtt med text på baksidan av den lilla (215x150 mm) träpannån har konstnären skrivit: Född d. 30 Januari 1746 ... med egen hand mig afmålat, år 1806.,
- Lunds universitets historiska museum,
- Smålands museum, Växjö,
- Finspångs slottskyrka altartavla 1794,
- Norrköpings konstmuseum, till exempel Stockholms Frimurarorden och Davids orkester.[22] Christian Eberstein var född i Norrköping 1738.[23][24] Christian Eberstein bidrog med kapital för att pryda orgeln i Hedvigs kyrka i Norrköping. Därför lät han Pehr Hörberg måla en oljemålning, 20 meter bred och ett par meter hög, som fick namnet Davids orkester. Hörberg framställde samtidigt en altartavla till kyrkan. Christian Eberstein bekostade också kapellet i Högsjö, där han lät Hörberg utföra utsmyckningen. Pehr Hörbergs kolossalmålning Davids orkester, som förvarades på vinden i Norrköpings rådhus, brann den 27 maj 1942. Målningen gick inte att rädda. Hörbergs målning av Davids orkester hade tagits bort och förvarades senare på rådhusets vind, den låg hoprullad, när den förstördes i branden 1942.[25][26][27][28][29][30][31]
- Östergötlands länsmuseum i Linköping,

Självporträtt med hustrun, där den åldrande konstnären tar en pris snus medan hustrun spinner.
Två kringvandrande rabbiner, teckning. Östergötlands länsmuseum i Linköping innehar en stor samling konstföremål från medeltiden till idag. Flera konstverk av östgötakonstnärerna Pehr Hörberg och Johan Krouthén finns utställda. I museet finns till exempel en välkänd teckning av Pehr Hörberg som föreställer två kringvandrande rabbiner, som troligen sysslade med lumphandel och bar med sig lagret i de stora säckarna.
En lavering, som visar några skogsarbetande bönder från slutet av 1700-talet.
En teckning, som visar upptäckten av sammansvärjningen med planer på en statskupp i Stockholm. Teckningen visar att på bordet står Armfelts uppbrutna brevschatull, till vänster står den triumferande Reuterholm, märkligt nog med serafimerorden på bröstet. I verkligheten fick han den först ett halvår senare. G.A. Reuterholm anklagade 1793 den forne kungagunstlingen Armfelt för högförräderi, men led brist på bevis. Han lejde därför en italienare, Piranesi, som spionerade på Armfelt. I Florens lyckades Piranesi få tag på Armfelts korrespondens som innehöll planer på en statskupp i Stockholm att ändra författningen och eventuellt tronföljden. I sin glädje över fyndet lät Reuterholm konstnären Pehr Hörberg göra en teckning som visar upptäckten av sammansvärjningen. Denna plan på statskupp kom emellertid aldrig till utförande.
- Uppsala universitetsbibliotek[32], Örebro läns museum[33]

Pehr Hörbergs väg i Södra Ängby, Stockholm är uppkallad efter Pehr Hörberg.

### Altartavlor
| År         | Plats                              | Bild | Motiv                                                           | Övrigt |
| ---------- | ---------------------------------- | ---- | --------------------------------------------------------------- | --- |
| 1778       | Vrigstads kyrka                    |      | Nattvardens instiftelse                                         | Efter ett motiv av Georg Engelhard Schröder från 1733. Senare altartavla i Växjö domkyrka. |
| 1786       | Årstads kyrka                      |      | Den 12-årige Jesus i templet                                    | [ 35 ] [ 36 ] |
| 1787       | Söndrums kyrka                     |      | Korsnedtagningen                                                | [ 37 ] |
| 1788       | Kvillinge kyrka                    |      | Jungfru Marias kyrkogång                                        | Skänkt av församlingsbor. Under 1890-talet byttes Pehr Hörbergs målade infattning ut mot en ny omramning med skulpterade ornament i tidens stil.[källa behövs] |
| 1789       | Vapnö kyrka                        |      | Jungfru Marie kyrkogång                                         | [ 34 ] |
| 1790       | Sankt Johannes kyrka, Norrköping   |      | Christi dop i Jordan                                            | Skänktes till kyrkan av brukspatron Christian Eberstein. |
| 1791       | Tingstads kyrka                    |      | Korsbärandet                                                    | Den hör till konstnärens allra bästa arbeten, enligt Västgöten.[källa behövs] |
| 1791       | Hedvigs kyrka, Norrköping          |      | Den uppståndne Kristus möte med Tomas tvivlaren                 | Skänktes till kyrkan av brukspatron Christian Eberstein. |
| 1792       | Regna kyrka                        |      | Jesus i synagogan i Nasareth                                    | [ 34 ] [ 38 ] |
| 1793       | Svennevads kyrka                   |      | Kristus begravning                                              | Skänktes till kyrkan av generalen Gustaf Philip Wennerstedt. |
| 1793       | Ekeby kyrka                        |      | Jesus välsignar barnen                                          | [ 34 ] |
| 1794       | Lekaryds kyrka                     |      | Då Pilatus visade Judarna Jesus, och sa till dom: Se människan! | [ 34 ] |
| 1794       | Finspångs brukskyrka               |      | En allegorisk målning                                           | Motivet var ett önskemål från brukspatronen. |
| 1794       | Hycklinge kyrka                    |      | Korsfästelsen                                                   | Skänktes till kyrkan av ryttmästaren friherre Svante Duvall, Kristineberg och kapten Axel Isak Gyllenhammar med hustru Eva Elisabeth Kraft, Gröninge. Som bifigur finns ett självporträtt av Pehr Hörberg. Kungaporträtt på orgelläktaren, Adolf Fredrik, Gustav III och Gustav IV Adolf, målade av Pehr Hörberg. |
| 1795       | Vissefjärda kyrka                  |      | Kristus nedtagning från korset                                  | [ 34 ] |
| 1795       | Sunds kyrka                        |      | Kristus törnekröning                                            | [ 34 ] |
| 1796       | Rystads kyrka                      |      | Kristi nedtagning av korset (Korsnedtagningen).                 | |
| 1796       | Skeda kyrka                        |      | Marias och Elisabeths möte.                                     | |
| 1796       | Västrums kyrka                     |      |                                                                 | |
| 1796       | Hölö kyrka                         |      | Nattvarden                                                      | |
| 1797       | Lunda kyrka, Södermanlands län     |      | Kristi förklaring                                               | [ 41 ] |
| 1796       | Viby kyrka                         |      |                                                                 | |
| 1797       | Tåby kyrka                         |      | Gravens öppnande                                                | [ 42 ] [ 43 ] |
| 1797       | Sankt Olai kyrka                   |      | Nattvarden                                                      | [ 44 ] [ 45 ] [ 46 ] |
| 1798       | Herrberga kyrka                    |      |                                                                 | [ 34 ] |
| 1798       | Västerlösa kyrka                   |      |                                                                 | [ 34 ] |
| 1798       | Kälvestens kyrka                   |      |                                                                 | [ 34 ] |
| 1798       | Ölmehärads kyrka                   |      |                                                                 | [ 34 ] |
| 1798       | Stora Malms kyrka                  |      |                                                                 | [ 34 ] |
| 1799       | Tävelsås kyrka                     |      |                                                                 | [ 34 ] |
| 1790-talet | Foss kyrka                         |      | Golgatamotiv.                                                   | |
| 1799       | Sankt Lars kyrka, Linköping        |      | två vägghöga kortavlor                                          | [ 48 ] |
| 1799       | Husby-Oppunda kyrka                |      |                                                                 | [ 49 ] |
| 1800       | Häradshammars kyrka                |      | Jesus lärer i templet                                           | [ 34 ] |
| 1800       | Virestads kyrka                    |      | Jesus lär var dag i templet                                     | [ 34 ] |
| 1801       | Slaka kyrka                        |      | Kristus bön i örtagården.                                       | [ 34 ] |
| 1801       | Gammalkils kyrka                   |      | Jesus samtal med Nikodemus.                                     | Skänkt till kyrkan av kyrkoherden C. R. Ekwall. |
| 1802       | Konungsunds kyrka                  |      | Kristus välsignar barnen                                        | [ 50 ] |
| 1802       | Gustafs kyrka                      |      | Kristi himmelsfärd.                                             | |
| 1802       | Gryts kyrka                        |      | Jesu himmelsfärd.                                               | |
| 1802       | Sankt Laurentii kyrka, Söderköping |      | Jesu födelse.                                                   | |
| 1802       | Rappestads kyrka                   |      | Jesus i Getsemane                                               | Icke kompetent ommålning utförd 1871 av fotografen och skarpskytten S L Rydholm från Linköping. |
| 1803       | Kråkshults kyrka                   |      | Jesus välsignar barnen                                          | [ 54 ] |
| 1803       | Skärkinds kyrka                    |      | Kristi förklaring                                               | [ 55 ] |
| 1803       | Vårdsbergs kyrka                   |      |                                                                 | [ 34 ] |
| 1803       | Vårdsbergs kyrka                   |      |                                                                 | [ 34 ] |
| 1803       | Närpes kyrka                       |      |                                                                 | [ 56 ] |
| 1803       | Furingstads kyrka                  |      | Den barmhärtige samariten                                       | |
| 1803       | Björsäters kyrka                   |      | Kristus födelse.                                                | [ 34 ] |
| 1803       | Björsäters kyrka                   |      | Kristus död.                                                    | [ 34 ] |
| 1803       | Ljungs kyrka                       |      | Kristus förklaring                                              | Altartavlan förstördes i en åskeld. |
| 1803       | Vårdnäs kyrka                      |      | Kristi förklaring.                                              | [ 34 ] |
| 1803       | Ekeby kyrka                        |      | Kristus himmelsfärd                                             | [ 34 ] |
| 1804       | Gistads kyrka                      |      | Jesus bergspredikan                                             | Målad för Gistads kyrka och skänkt till Törnevalla 1836. |
| 1804       | Lönsås kyrka                       |      |                                                                 | [ 34 ] |
| 1804       | Ekebyborna kyrka                   |      | Nattvardens instiftelse                                         | Skänkt till kyrkan av greve Carl Edvard Gyllenstolpe. |
| 1804       | Borgs kyrka                        |      | Kristi bergspredikan.                                           | [ 58 ] [ 59 ] |
| 1804       | Asa kyrka                          |      | Jesus talar med Judarna och fariséerna.                         | Skänkt till kyrkan av en man i trakten. |
| 1805       | Sankt Anna kyrka                   |      | De tre vise männen                                              | Skänkt till kyrkan av riksrådinnan Gyllenstierna. |
| 1805       | Västra Ny kyrka                    |      | Jesus välsignar de små barnen                                   | [ 34 ] |
| 1805       | Algutsboda kyrka                   |      | Kristi himmelsfärd.                                             | [ 34 ] |
| 1806       | Krokeks kyrka                      |      | Kristus uppståndelse                                            | Kyrkan brann 1889. Genom branden blev kyrkan helt förstörd. |
| 1806       | Ringarums kyrka                    |      | Jesus och hans lärjungar döps.                                  | Skänkt till kyrkan av generalen Philip von Schwerin. |
| 1806       | Tjällmo kyrka                      |      | Jesu uppståndelse                                               | Skänkt till kyrkan av brukspatron Wasserin. Uppsatt som altartavla 1815, flyttad till norra korsarmen 1856. |
| 1806       | Odensvi kyrka                      |      | Jesus samtal med Nicodemus om nya födelsen.                     | Skänkt till kyrkan av lagmannen Granschoug. |
| 1806       | Häradshammars kyrka                |      | Jesus lärer i templet                                           | [ 60 ] |
| 1806       | Svärta kyrka                       |      | Jungfru Maria kyrkogång.                                        | [ 34 ] |
| 1807       | Dagsbergs kyrka                    |      | Jesus välsignar barnen.                                         | [ 61 ] |
| 1807       | Örtomta kyrka                      |      | Jesu korsfästelse                                               | Altartavlan skänktes av patronus, friherre Svante Banér på Ekenäs slott. |
| 1807       | Östra Husby kyrka                  |      | Kristi himmelsfärd                                              | "Kristi Himmelsfärd" målades i samband med att kyrkan byggdes (1806-1809) och några år senare kompletterade Pehr Hörberg målningen. Då tillkom två tavlor, läktarmålning och en valvmålning. De två tavlorna hänger över dörrarna till sakristian respektive skrudkammaren. 1814 målade Pehr Hörberg den arkitekturbundna utsmyckningen i Östra Husby kyrka: dörröverstycken till sakristiorna, läktarbarriärer till korläktarna och absidvalvet. |
| 1808       | Svenarums kyrka                    |      | Jesus stillar stormen                                           | Skänkt till kyrkan av professorn Anders Swanborg. |
| 1809       | Risinge kyrka                      |      | Jesu bergspredikan.                                             | Pehr Hörberg skänkte altartavlan till kyrkan. Hörbergsom bodde i Risinge socken, erbjöd sig måla en altartavla om man byggde en ny kyrka och utarbetade till och med både modell och ritningar till en treskeppig kyrka. Församlingen begärde hjälp från överintendentsämbetet i Stockholm, som dock inte hörde av sig. |
| 1809       | Ljungs kyrka                       |      | Kristus förklaring                                              | Den tidigare altartavlan förstördes i en åskeld. |
| 1809       | Godegårds kyrka                    |      | Jesus välsignar barnen.                                         | Skänkt till kyrkan av brukspatron Grill. Den som betalade kyrkans vändning fick sina barn målade på altartavlan: Låten barnen komma.... |
| 1810       | Kvarsebo kyrka                     |      | Kristus bön i Örtagården.                                       | [ 34 ] |
| 1810       | Rinkaby kyrka                      |      | Kristus bön i Örtagården.                                       | Skänkt till kyrkan av greve Mörner. |
| 1810       | Bjälbo kyrka                       |      | Kristus uppståndelse ur graven.                                 | Skänkt av kronobefallningsmannen Rehndal. |
| 1812       | Åtvids gamla kyrka                 |      | Kristus bön i Örtagården.                                       | Skänkt till kyrkan av översten Aderlsvärd. |
| 1812       | Stigtomta kyrka                    |      | Jesus tvår sina lärjungars fötter                               | [ 34 ] |
| 1813       | Asarums kyrka                      |      | Kristus himmelsfärd                                             | [ 34 ] |
| 1813       | Ölmstads kyrka                     |      | Jesus nattvards instiftelse                                     | [ 34 ] |
| 1813       | Östra Tollstads kyrka              |      | Kristus födelse                                                 | Skänkt av handelsmannen A. H. |
| 1813       | Högsjö kapell                      |      | Kristus födelse                                                 | Altarpredikstol. |
| 1814       | Östra Husby kyrka                  |      | Moses och lagen                                                 | Ommålning av tidigare altartavla. |
| 1814       | Östra Husby kyrka                  |      | Johannes döparen                                                | Ommålning av tidigare altartavla. |
| 1814       | Skärstads kyrka                    |      | Kristus födelse                                                 | Skänkt av kyrkoherden Lars Wadell. |
| 1815       | Törnevalla kyrka                   |      | Kristus bön i Örtagården                                        | Pehr Hörberg förde noggrann dagbok över sina arbeten och altartavlan till Törnevalla kyrka är enligt dagboken hans sista uppdrag. Målningen är sedan 1930 deponerad på Östergötlands länsmuseum. År 1836 fick Törnevalla kyrka ytterligare en målning av Pehr Hörberg. Jesu bergspredikan var ursprungligen målad 1804 för Gistads kyrka. |
|            | Risinge gamla kyrka                |      | [ 62 ] [ 63 ]                                                   | |
|            | Norra Ljunga kyrka                 |      |                                                                 | Predikstolen är tillverkad på 1600-talet och har i efterhand försetts med målningar av Pehr Hörberg. Trettondedag jul 1977 eldhärjades kyrkan och många unika målningar av Pehr Hörberg försvann. |
|            | Loshults kyrka                     |      |                                                                 | Tavlan numera stulen. |
|            | Styrstads kyrka                    |      |                                                                 | |
| 1804       | Lövstabruks kyrka                  |      |                                                                 | Altartavla. |

### Målningar (påbörjad)
| År   | Plats          | Bild | Motiv                             | Övrigt                |
| ---- | -------------- | ---- | --------------------------------- | --------------------- |
| 1767 | Lerhults kyrka |      | Yttersta domen                    | [ 66 ]                |
| 1784 |                |      | Riksdagsman Olof Håkansson        | [ 66 ]                |
| 1784 |                |      | Kyrkoherde Tollin, måg och dotter | [ 66 ]                |
| 1785 |                |      | Prosten Widmark, fru och dotter'  | [ 66 ]                |
| 1785 |                |      | Prosten Juringius och fru i Horn  | [ 66 ]                |
| 1785 |                |      | Baron Raab och fru                | [ 66 ]                |
| 1785 |                |      | Majoren Dureus                    | [ 66 ]                |
| 1806 |                |      | Självporträtt                     | Till fru majorskan R. |
| 1806 |                |      | Prosten Abr. Netzel med familj    | [ 66 ]                |
| 1807 |                |      | Mademoiselle F. Wåhlin            | [ 66 ]                |

### Övriga målningar (påbörjad)
| År   | Plats                     | Bild        | Motiv                                  | Övrigt |
| ---- | ------------------------- | ----------- | -------------------------------------- | ------ |
| 1797 | Hedvigs kyrka, Norrköping |             | Konung David med sin musik och sångare | [ 67 ] |
|      | Tärna                     | Gustav Vasa | En tavla.                              |        |
|      | Tärna                     |             | En stor tavla.                         |        |